# Sigillo del Missouri

Sigillo del Missouri

Il Sigillo del Missouri viene utilizzato per autenticare alcuni documenti emessi dal governo del Missouri; l'espressione viene utilizzata sia per il sigillo fisico, che viene conservato dal Segretario di Stato, e più genericamente per definire il disegno impresso su di esso. Il sigillo fu disegnato da Robert Wells di Jefferson City.

## Disegno

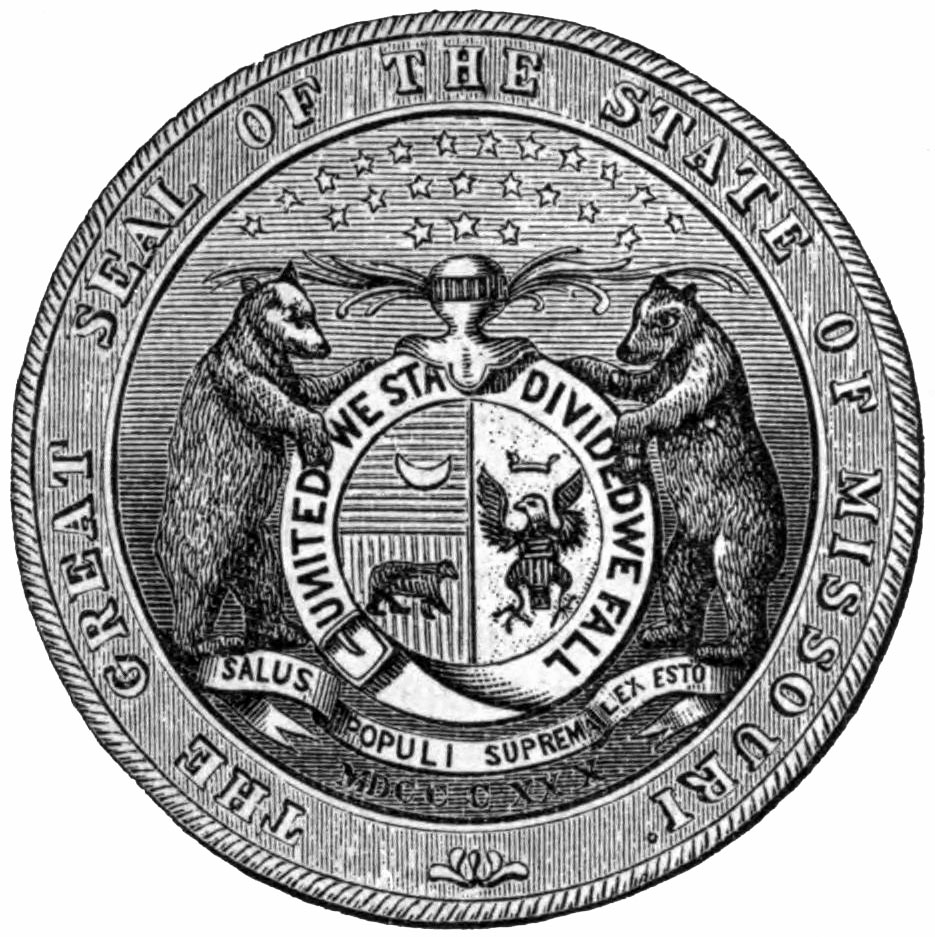
Il sigillo del 1879

Il centro del sigillo contiene il Gran Sigillo degli Stati Uniti sul lato destro, e sulla sinistra riporta i simboli dello stato. Su entrambi i lati del cerchio centrale, un orso rappresenta la forza ed il coraggio; è raffigurata anche luna crescente, un simbolo della Vergine Maria e un cenno ai francesi che per primi si stabilirono in Missouri, rappresenta la novità dello stato e il potenziale di crescita. Intorno a questi simboli c'è il motto "Uniti resistiamo, divisi cadiamo". La fibbia della cintura indica la capacità dello Stato di separarsi dall'Unione se ritenuto necessario, cioè la cintura può essere slacciata. Due orsi, che rappresentano gli orsi nativi del Missouri, sostengono lo scudo centrale. Un cartiglio reca il motto dello stato, "Salus populi suprema lex esto", una frase latina che significa "Che il benessere delle persone sia la legge suprema". Sotto il cartiglio è inciso in numeri romani l'anno 1820, sebbene al Missouri non sia stata ufficialmente concesso l'accesso all'Unione fino al 1821. Delle stelle che rappresentano ciascuno degli altri stati degli Stati Uniti, di cui il Missouri divenne il 24º stato, ornano la parte superiore dello stemma. La parte esterna al cerchio riporta le parole "The Great Seal of the State of Missouri" (Il Gran Sigillo dello Stato del Missouri). Sopra lo scudo è posto un elmo che rappresenta la sovranità statale del Missouri; la stella più grande posta sopra di esso e circondata da 23 stelle più piccole rappresenta lo status del Missouri come 24º stato. La nuvola intorno alle stelle indica i problemi che il Missouri dovette affrontare per divenire uno stato.
Salus populi suprema lex esto (in latino: "Che il benessere delle persone sia la legge suprema") è tratto dal De legibus di Marco Tullio Cicerone (libro III, parte III, sub. VIII), in cui si trova nella forma Ollis salus populi suprema lex esto.
La frase è il motto del Missouri; è anche il motto, ed appare sullo stemma, della Città di Salford, del borgo londinese di Lewisham, della scuola di legge dell'Università Duquesne a Pittsburgh, ed è usato come motto del partito politico Vlaams Belang nella Camera dei rappresentanti del Belgio. John Locke lo utilizza come epigrafe nel suo "Due trattati sul governo" e ne fa riferimento come una regola fondamentale per il governo.

## Storia
Robert Wells, di Jefferson City, disegnò il sigillo, che fu adottato l'11 gennaio 1822.  Il Dipartimento dello stato per la Conservazione dichiara che "gli orsi del Sigillo del Missouri siano grizzly, che non hanno mai avuto il loro habitat nello stato.”
Il sigillo si trova raffigurato anche all'interno della bandiera dello stato.

## Sigilli del governo del Missouri

Sigillo della Camera dei rappresentanti del Missouri
Sigillo del Senato del Missouri
Sigillo del revisore dei conti del Missouri
Sigillo della Commissione del Servizio Pubblico del Missouri